# 選舉特別節目
選舉特別節目，又稱開票特別節目，是指新聞機構在選舉當天夜間播出的特別節目，其主要內容包括基於票站調查的結果預測，以及實際的開票結果。
在台灣，各新聞台在選舉投開票當天滾動播出選舉及開票的最新狀況，而無線台則多在投票截止時間的16點左右開始播出選舉特別節目。在日本，選舉特別節目通常在20時（投票截止時間）的數分前開始播出，多以NHK獲得最高收視率。在英國，BBC one、ITV及Sky News均會播出選舉特別節目，播出開始時間是22時（投票截止時間）前的數分。